# Assassin's Creed Codename Hexe
Assassin's Creed Codename Hexe — майбутня відеогра в жанрі пригодницького бойовика, яка розробляється Ubisoft Montréal і буде видана Ubisoft. Вона є п'ятнадцятою основною частиною в серії Assassin's Creed  і наступницею Shadows (2024); Codename Hexe також є другою грою в сервісі Infinity, який об'єднуватиме проєкти серії, починаючи з Shadows. Сюжетна історія розгортається у Священній Римській імперії в XVI столітті під час полювань на відьом. Розробкою керує креативний директор Клінт Гокінґ. Codename Hexe створюється на основі ігрового рушія Ubisoft Anvil.

## Розробка
Assassin's Creed Codename Hexe розробляється студією Ubisoft Montréal, яка була головним розробником більшості основних частин серії Assassin's Creed. Ubisoft збільшила тривалість циклу розробки ігор серії, яка раніше становила близько трьох років, щоб уникнути кранчів та підвищити технічний рівень проєктів. Крім того, компанія вважала, що це дасть змогу детальніше проаналізувати відгуки гравців на етапі розробки. Клінт Гокінґ, креативний директор Codename Hexe, раніше працював над Tom Clancy's Splinter Cell (2005) і Tom Clancy's Splinter Cell: Chaos Theory (2005), а також Far Cry 2 (2008) і Watch Dogs: Legion (2020). Марк-Алексіс Коте, виконавчий продюсер серії, заявив, що Ubisoft вирішила доручити проєкт саме Гокінґу, оскільки йому не доводилося працювати над Assassin's Creed раніше, тому його ідеї та погляд були необхідні для «винайдення нового способу розповідати історії». Коте підкреслив, що розробники застосовують унікальний підхід до оновлення ігрового процесу Assassin's Creed, щоб надати грі індивідуальності. Він додав, що Codename Hexe не матиме рольових елементів, як в Odyssey (2018), Valhalla (2020) та Shadows (2024). Codename Hexe є робочою назвою проєкту, яка замінила початковий підзаголовок Neo. Ubisoft Montréal використовує ігровий рушій Anvil для розробки проєкту.
Assassin's Creed Codename Hexe була анонсована 10 вересня 2022 року під час події Ubisoft Forward, у рамках якої було випущено тизер-трейлер та представлено промофото; кілька журналістів повідомили про існування проєкту за кілька днів до анонсу. Вона стане другою грою в сервісі Infinity, який об'єднуватиме проєкти Assassin's Creed, починаючи з Shadows.